# Banzerbach
Der Banzerbach ist der wenig mehr als 2,5 km lange Unterlauf eines auf dem Hauptstrang mit den Oberläufen Weihergraben und dann Buxbach über 9 km langen Bachsystems im mittelfränkischen Landkreis Weißenburg-Gunzenhausen, der südlich von Pleinfeld von links und Westen in die Schwäbische Rezat mündet.

## Geographie

### Oberlauf Weihergraben
Der Weihergraben entsteht in der Gemeinde Pfofeld dicht an dessen Einöde Sorghof südlich der Bahnstrecke Gunzenhausen–Pleinfeld auf etwa 424 m ü. NHN. Er folgt dem zunächst östlichen Lauf der Bahnlinie, auf einem Abschnitt überwiegend durch ein Feld auch unterirdisch verdolt. Wo die Straße vom Sorghof nach Thannhausen im Süden den Bahndamm quert, liegen neben dem Lauf an einer landwirtschaftlichen Gebäudegruppe drei namenlose Weiher von zusammen etwa 0,9 ha. Einen halben Kilometer weiter bachabwärts fließt der Weihergraben auf etwa 410 m ü. NHN mit dem wenig kürzeren, aber deutlich einzugsgebietsreicheren Bachwiesengraben zum Buxbach zusammen.
Der Weihergraben hat auf seinem Lauf von etwa 1,7 km Länge ein Gefälle von etwa 14 Höhenmetern und damit ein mittleres Sohlgefälle von etwa 8 ‰. Er zieht in einem fast immer gehölzlosen Grabenlauf zwischen Feldern und einigen Wiesen.

### Mittellauf Buxbach
Der nordnordöstlich von Thannhausen entstandene Buxbach läuft auf seinem rund 4,7 km langen Teilabschnitt des Banzerbach-Hauptstrangs durchwegs ostsüdöstlich. Er durchfließt dabei zunächst einen Weiher am Fuß des westlichen Zellersbergs, der hier bis an den Lauf herab bewaldet ist. Unmittelbar danach tritt er aufs Gebiet der Marktgemeinde Pleinfeld über, nimmt von rechts aus Richtung Thannhausen her den Espangraben auf und erreicht den Westrand von Veitserlbach, wo er den Dorfteich durchzieht. Am anderen Ortsrand mündet von links ein Hangbach vom Zellersberg herab, danach verengt sich die Talflur stark und der Bach fließt in etwas Abstand südlich von Ramsberg zwischen nahen Hügelhangwäldern links und rechts. Hier tritt auch die Staatsstraße 2222 von Gunzenhausen im Westen nach Pleinfeld im Ostsüdosten in die Aue. Nach den links am Lauf liegenden Sportplätzen von Ramsbach setzt die über einen Kilometer lange Weiherkette der Fürstenweiher ein, die zusammen zwischen 8 und 8,5 ha Fläche bedecken. An ihrem Ende ist es nicht mehr weit bis zum Ortsanfang von Sankt Veit, wo der Buxbach sich mit dem von rechts und Westen kommenden Walkerszeller Bach in einem feuchten Auenbereich mit kleinen Weihern und Abflüssen südlich des Dorfes  auf etwa 386 m ü. NHN zum Banzerbach vereint.
Der Buxbach hat ein Einzugsgebiet von insgesamt etwa 10,6 km² und auf seinem Namensabschnitt ein mittleres Sohlgefälle von etwa 5 ‰.

### Unterlauf Banzerbach
Der Banzerbach fließt anfangs fast südöstlich. Sein Tal ist, wie schon das des Buxbachs in dessen unterem Teil, anfangs schon eng und von nahen Hangwäldern begleitet. Nach dem Ortsende von Sankt Veit läuft er in einem Trog zwischen steileren Böschungen am Hang. Kurz vor der Banzermühle erfährt er einen letzten Zufluss von links, nach ihr füllt sich das ganze Tal mit Wald. Darin unterquert der Bach den Damm der Bahnstrecke Treuchtlingen–Nürnberg und zieht dann ostwärts weiter bis zum Talauenrand der Schwäbischen Rezat. Dann speist er mit einem kurzen Nebenarm den sogenannten Landschaftsweiher und mündet schließlich, zuallerletzt nordöstlich, von links und auf etwa 374 m ü. NHN in die Schwäbische Rezat.
Der Banzerbach hat eine Länge von ca. 2,6 km, auf denen er um etwa 12 Höhenmeter abfällt, er hat damit ein mittleres Sohlgefälle von etwa 5 ‰.

### Einzugsgebiet
Der Banzerbach entwässert 20,0 km² des Mittelfränkischen Beckens ostwärts zur Schwäbischen Rezat. Sein Einzugsgebiet erstreckt sich von einem 504 m ü. NHN hohen namenlosen Berg zwischen dem Gemeindesitz Pfofeld und seiner nordöstlich davon gelegenen Einöde Sorghof, dem höchsten Berg im Einzugsgebiet, über 9 km weit ostsüdöstlich bis zur Mündung; quer dazu ist es bis zu 4 km breit.
Seine südwestliche Wasserscheide vom genannten namenlosen Berg zum Pfaffenberg (498 m ü. NHN) südlich von Rittern ist ein Teil der Europäischen Hauptwasserscheide, denn jenseits entwässern der Dornhauser Mühlbach und der Störzelbach zum Donau-Zufluss Altmühl. Der Abfluss jenseits der anderen Wasserscheiden erreicht dagegen wie das Banzerbach-Wasser über die Schwäbische Rezat letztlich den Rhein. Die unmittelbaren Konkurrenten sind dabei an der südlichen Wasserscheide von Pfaffenberg bis zur Mündung der Vordere und der Hintere Troppelgraben, beides recht kurze Bäche. Hinter der nur kurzen nordöstlichen Wasserscheide von der Mündung durch das Siedlungsgebiet von Pleinfeld bis auf die Schwarzleite (448 m ü. NHN) gibt es keine bedeutsamen nahen linken Zuflüsse zur Schwäbischen Rezat talabwärts der Banzerbachmündung. Die lange nördlichen Wasserscheide von der Schwarzleite bis zurück zu Westspitze trennt vom Entwässerungsgebiet der großen Stauseen Großer und – unmittelbar oberhalb anschließend – Kleiner Brombachsee, die der Brombach in etwa parallelem Lauf zur Schwäbischen Rezat nach Osten hin durchfließt.

### Zuflüsse und Seen
Hierarchische Liste der Zuflüsse und  Seen von der Quelle zur Mündung. Mit Gewässerlänge, Seefläche, Einzugsgebiet und Höhe. Andere Quellen für die Angaben sind vermerkt.
Ursprung des Banzerbach auf etwa 386 m ü. NHN bei Pleinfeld-Sankt Veit am Zusammenfluss des linken Hauptstrang-Oberlaufs Buxbach und des rechten Oberlaufs Walkerszeller Bach.
- Buxbach, linker und westnordwestlicher Hauptstrang-Oberlauf des Banzerbachs, ca. 4,7 km auf dem Namenslauf und 6,4 km mit dem längeren Oberlauf Weihergraben sowie ca. 10,6 km².  Entsteht durch den Zusammenfluss von Weihergraben und Bachwiesengraben auf etwa 410 m ü. NHN nördlich von Pfofeld-Thannhausen und läuft etwa ostsüdöstlich.
  - Weihergraben, linker Oberlauf des Buxbachs auf dem amtlichen Hauptstrang, ca. 1,7 km und ca. 1,0 km². Entsteht auf etwa 424 m ü. NHN  bei der Pfofelder Einöde Sorghof und läuft durchwegs östlich.
    -  Entwässert auf etwa 415 m ü. NHN drei Weiher links am Lauf nordnordwestlich von Thannhausen, zusammen ca. 0,9 ha.

  - Bachwiesengraben, rechter Oberlauf des Buxbachs, ca. 1,6 km und ca. 2,6 km². Entsteht auf etwa 424 m ü. NHN als Straßengraben an der den Sorghof im Süden passierenden St 2222 und läuft durchwegs östlich.
  -  Durchfließt auf etwa 406 m ü. NHN einen Weiher am Fuß des bis an den Lauf reichenden Hangwaldes des Zellersbergs, ca. 0,4 ha.
  - Espangraben, von rechts und Westsüdwesten auf etwa 404 m ü. NHN kurz vor Veitserlbach, ca. 1,0 km und ca. 0,8 km². Entsteht auf etwa 419 m ü. NHN wenig nordöstlich von Thannhausen.
    -  Entwässert auf etwa 408 m ü. NHN einen Weiher rechts am Unterlauf, ca. 0,2 ha.

  -  Durchfließt auf etwa 402 m ü. NHN den Dorfweiher in Veitserlbach, ca. 0,1 ha.
  - (Bach vom Zellersberg), von links und Nordwesten auf etwa 402 m ü. NHN am Ostrand von Veitserlbach, ca. 0,9 km und ca. 0,6 km². Entfließt auf etwa 459 m ü. NHN einem winzigen Hangteich unterhalb von Regelsberg.
    - (Zufluss aus einer Geländescharte östlich des Zellersbergs), von links und Nordosten auf etwa 408 m ü. NHN am Rand von Veitserlbach, ca. 0,4 km und ca. 0,2 km². Entsteht auf etwa 423 m ü. NHN in einer Straßenschneise im Wald.
      -  Durchfließt auf etwa 410 m ü. NHN einen Weiher an einem Anwesen in Satellitenlage zu Veitserlbach, ca. 0,1 ha.

  -  Passiert auf etwa 397 m ü. NHN drei Auenteiche südlich von Ramsberg am Brombachsee, ca. 0,2 ha.
  -  Durchfließt bzw. passiert auf etwa 396–389 m ü. NHN die Fürstenweiher, auch Veiter Weiher genannt, ein Dutzend von Weiher überwiegend links in der Aue ab den Sportplätzen von Ramberg bis fast an den Ortsrand von Sankt Veit, erst fünf große mit zusammen ca. 7,6 ha, darunter zuletzt die zwei Speckweiher, dann sechs kleine mit zusammen ca. 0,8 ha.
- Walkerszeller Bach, rechter und westlicher Oberlauf des Banzerbachs, ca. 4,5 km und ca. 6,9 km². Entspringt auf etwa 428 m ü. NHN nordwestlich von Dorsbrunn am Südfuß der Sommerleiten. Fließt zunächst ostsüdöstlich.
  - (Anderer Quellast), von rechts und Westsüdwesten auf etwa 407 m ü. NHN wenig nordwestlich von Dorsbrunn, ca. 0,9 km und ca. 0,7 km². Entsteht auf etwa 431 m ü. NHN westlich des Gewanns Rotfeld. (Der Hauptast hat hier eine Länge von ca. 1,0 km und ein Einzugsgebiet von ca. 0,7 km².) Ab hier Ostlauf.
  - (Bach vom Pfaffenberg), von rechts und Südwesten auf etwa 399 m ü. NHN zwischen Dorsbrunn und Walkerszell, ca. 1,6 km und ca. 1,6 km². Entsteht auf etwa 471 m ü. NHN in den Steinäckern an einem Feldwegabzweig.
    - (Anderer Quellast), von links und Westsüdwesten auf etwa 418 m ü. NHN an einem Feldwegdreieck am Wachholderbuck, ca. 0,6 km und ca. 0,4 km². (Der aufnehmende rechte Ast hat hier eine Länge von ca. 0,8 km und ein Einzugsgebiet von ca. 0,6 km².) Entsteht auf etwa 488 m ü. NHN südlich der Steigenstrecke der WUG 3 in einem Wäldchen unter der Hangschulter.
    - (Zufluss), von rechts und Südosten auf etwa 401 m ü. NHN neben der WUG 3 nach Walkerszell, ca. 0,1 km und ca. 0,2 km². Entsteht auf etwa 404 m ü. NHN auf dem Gelände des Wasserwerks neben der Straße.

  - Leithenbach, von links und Westnordwesten auf etwa 394 m ü. NHN wenig nordöstlich und gegenüber von Walkerszell, ca. 0,7 km und ca. 0,4 km².
    -  Entwässert auf etwa 409 m ü. NHN einen Teich am Waldrand nordnordwestlich von Walkerszell, ca. 0,3 ha.

  -  Passiert auf etwa 391 m ü. NHN drei langgestreckte Teiche rechts des Laufs wenig vor der Banzerbachtalstraße St 2222, ca. 0,6 ha.
- (Teichentwässerung), von rechts und Osten auf etwa 386 m ü. NHN wenige Schritte nach dem Zusammenfluss der Oberläufe des Banzerbachs, ca. 0,2 km und unter 0,1 km².
- Entwässert zwei Teiche in Reihe auf bis etwa 388 m ü. NHN westlich der Talstraße, ca. 0,1 ha.
- (Zufluss), von links und Nordwesten auf etwa 382 m ü. NHN an der Banzermühle, ca. 0,7 km und ca. 0,3 km². Entsteht auf etwa 391 m ü. NHN wenig östlich von Sankt Veit im anschließenden Wald.
- (Abzweig zum Landschaftsweiher), nach und von rechts auf etwa 376–3715 m ü. NHN kurz vor der Mündung, ca. 0,2 km.
  -  Durchfließt auf etwa 375 m ü. NHN den Landschaftsweiher neben der ST 2222, ca. 0,1 ha.

Mündung des Banzerbachs von links und Westen auf etwa 374 m ü. NHN wenig südlich von Pleinfeld in die Schwäbische Rezat. Der Bach ist hier auf seinem Namenslauf ab dem Zusammenfluss von Buxbach mit Walkerszeller Bach ca. 2,6 km, im Hauptstrang ab der Quelle des Weihergrabens 9,1 km lang und hat ein Einzugsgebiet von 20,0 km².

## Geologie
Im Einzugsgebiet des Banzerbachs streichen geologische Schichten aus vom Schwarzjura auf den größeren Höhen bis hinunter zum Sandsteinkeuper in den Tallagen bis zur Mündung. Die höchste Wasserscheide nach Südwesten zu hat eine geschlossene Schwarzjuradecke, die sich auch noch längs der südlichen bis zur Hochfläche Auf der Ebene bei Walkerszell fortsetzt. An der nördlichen gibt es zwei isolierte Schwarzjurakuppen östlich von Ramsberg auf dem Weinberg und auf dem Zellersberg um Regelsberg. Um diese Liashochflächen liegt jeweils ein Streifen von Feuerletten, der auch den Spielberg (442 m ü. NHN) auf dem Mündungssporn von Buxbach und Walkerszeller Bach deckt. Überall sonst steht Sandsteinkeuper an, ausgenommen allein den Sporn zwischen dem unteren Tal des Banzerbachs und dem des Hinteren Tröppelgrabens südlich davon, wo Terrassenschotter liegen, sowie dem Mündungsbereich im Auensediment der Schwäbischen Rezat.

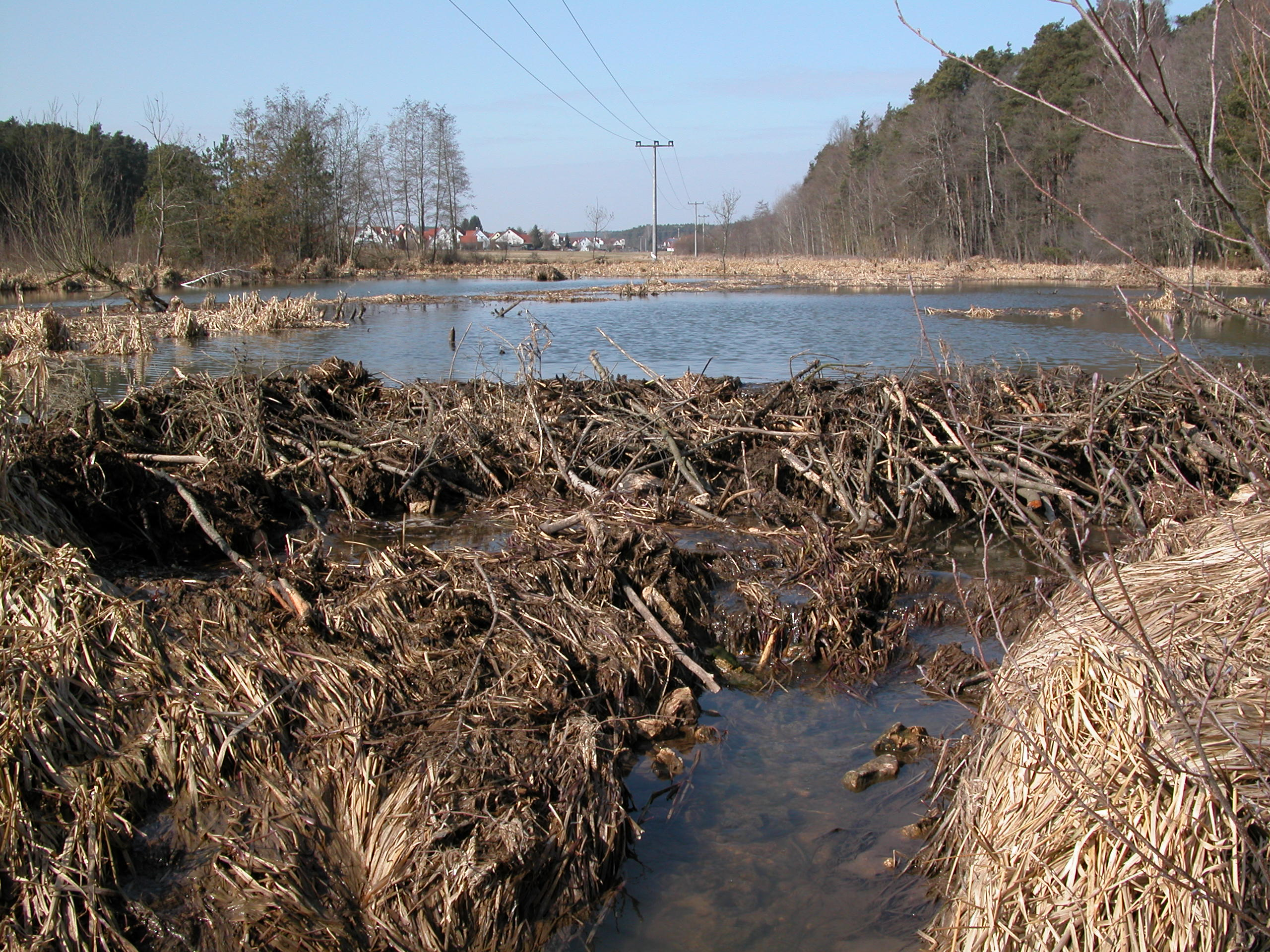
Biberdamm bei Veitserlbach

## Natur und Umwelt, Tourismus
Der Banzerbach hat die Güteklasse II (mäßig belastet). In Tal leben europäische Biber. Das gesamte obere Tal des rechten Oberlaufs Walkerszeller Bach ist Trinkwasserschutzgebiet.
Das Banzerbachtal ist relativ steil eingeschnitten. Es wird vom Sorghof bis hinunter nach Sankt Veit von einem Wanderweg durchzogen, mehrere queren es von Nord nach Süd auf Trassen durch Thannhausen, durch Veitserlbach, von Ramsberg her sowie durch Sankt Veit, letzterer einer der bayerischen Main-Donau-Weitwanderwege. Auf dem linken Bergrücken zu den Brombachseen laufen ebenfalls einige Langstrecken-Wanderwege.

### BayernAtlas
Fokussierte Karte mit den benutzten Layern: Lauf und Einzugsgebiet des Banzerbachs
Allgemeiner Einstieg: BayernAtlas der Bayerischen Staatsregierung (Hinweise)
1. 1 2 3 4  
Höhe abgefragt (per Rechtsklick).
2. 1 2  
Länge abgemessen.
3. 1 2 3 4  
Höhe nach schwarzer Beschriftung auf dem BayernAtlas.
4. ↑  
Seefläche abgemessen.
5. ↑  
Einzugsgebiet abgemessen.
6. ↑  
Geologie nach dem Layer Geologischen Karte 1:500.000.
7. ↑  
Geologie nach dem Layer Wanderwege.

### Andere Einzelnachweise
1. 1 2  
Länge nach Verzeichnis der Bach- und Flussgebiete in Bayern – Flussgebiet Main, Seite 37 des Bayerischen Landesamtes für Umwelt, Stand 2016 (PDF; 3,3 MB).
2. 1 2  
Einzugsgebiet nach Verzeichnis der Bach- und Flussgebiete in Bayern – Flussgebiet Main, Seite 37 des Bayerischen Landesamtes für Umwelt, Stand 2016 (PDF; 3,3 MB).
3. ↑  
Gewässergüte im Landkreis Weißenburg – Gunzenhausen (Karte von 2008) (Seite dauerhaft nicht mehr abrufbar, festgestellt im November 2024. Suche in Webarchiven) Auf regierung.mittelfranken.bayern.de (pdf)